# Roque Máspoli
Roque Gastón Máspoli (Montevideo, 12 ottobre 1917 – Montevideo, 22 febbraio 2004) è stato un allenatore di calcio e calciatore uruguaiano.

## Biografia
Roque Gastón Maspoli nacque a Montevideo nel 1917 da una famiglia ticinese, originaria di Caslano.

## Carriera
Annoverato tra i migliori portieri della storia del calcio uruguaiano, del quale è ritenuto una leggenda, avendo legato il suo nome alla storica vittoria nel campionato del mondo 1950, al Peñarol e alla nazionale di calcio dell'Uruguay, con una carriera di 19 anni, di cui 14 dedicati al Penarol, squadra di cui diventerà allenatore dopo la fine della sua carriera professionistica, avvenuta a 38 anni nel 1955. La sua carriera da allenatore poi prosegue fino al tentativo di qualificare la sua nazionale al campionato del mondo 1998, fallito. Le sue abilità come portiere lo portarono ad essere nominato miglior portiere a Brasile 1950, ricevendo così il futuro Premio Yashin. La sua prestazione contribuì al Maracanazo; nonostante una sua incertezza avesse causato il gol di Friaça, successivamente non si fece più superare rendendo vani gli sforzi dei brasiliani, che avevano subito l'1-2, di pareggiare.
Da allenatore ha vinto quattro campionati col Penarol (1964, 1965, 1967 e 1985), arrivando spesso nelle prime tre posizioni, la Coppa Libertadores 1966, la Coppa Intercontinentale 1966 battendo il Real Madrid e un campionato in Ecuador alla guida del Barcelona SC. Ha giocato spesso la Coppa Libertadores, raggiungendo anche la semifinale (1963) e la finale (1965 e 1970) col Penarol. Sulla panchina dei peruviani del Defensor Lima e degli ecuadoriani del Barcelona SC vince il proprio girone in Coppa Libertadores raggiungendo la seconda fase a gironi. Ha allenato per tutta la carriera in Sudamerica, escludendo un breve periodo in Spagna, chiamato in prima divisione all'Elche: salva la squadra dalla retrocessione e in Coppa di Spagna guida il club fino alla finale, persa 1-0 contro l'Athletic Bilbao. Smette di allenare nel 1992, anche se nel 1997 verrà chiamato ad allenare la nazionale uruguayana, senza però riuscire a centrare la qualificazione ai mondiali di Francia 1998. Morì nel 2004 in seguito a problemi cardiaci. Oggi riposa nel Cimitero del Buceo, al Panteón de los Olímpicos, a Montevideo.

## Statistiche

### Club
In grassetto le competizioni vinte.
| Stagione                | Squadra                 | Campionato              | Campionato | Campionato | Campionato | Campionato | Coppe nazionali | Coppe nazionali | Coppe nazionali | Coppe nazionali | Coppe nazionali | Coppe continentali | Coppe continentali | Coppe continentali | Coppe continentali | Coppe continentali | Altre coppe | Altre coppe | Altre coppe | Altre coppe | Altre coppe | Totale | Totale | Totale | Totale | Vittorie % | Piazzamento |
| Stagione                | Squadra                 | Comp                    | G          | V          | N          | P          | Comp            | G               | V               | N               | P               | Comp               | G                  | V                  | N                  | P                  | Comp        | G           | V           | N           | P           | G      | V      | N      | P      | %          | Piazzamento |
| ----------------------- | ----------------------- | ----------------------- | ---------- | ---------- | ---------- | ---------- | --------------- | --------------- | --------------- | --------------- | --------------- | ------------------ | ------------------ | ------------------ | ------------------ | ------------------ | ----------- | ----------- | ----------- | ----------- | ----------- | ------ | ------ | ------ | ------ | ---------- | ----------- |
| 1955                    | Peñarol                 | PD                      | 18         | 14         | 3          | 1          | -               | -               | -               | -               | -               | -                  | -                  | -                  | -                  | -                  | -           | -           | -           | -           | -           | 26     | 19     | 2      | 5      | 73,08      | 2º          |
| 1963                    | Peñarol                 | PD                      | 18         | 14         | 2          | 2          | -               | -               | -               | -               | -               | CCA                | 4                  | 2                  | 0                  | 2                  | -           | -           | -           | -           | -           | 22     | 16     | 2      | 4      | 72,73      | 2º          |
| 1964                    | Peñarol                 | PD                      | 18         | 16         | 2          | 0          | -               | -               | -               | -               | -               | -                  | -                  | -                  | -                  | -                  | -           | -           | -           | -           | -           | 18     | 16     | 2      | 0      | 88,89      | 1º          |
| 1965                    | Peñarol                 | PD                      | 18         | 15         | 2          | 1          | -               | -               | -               | -               | -               | CL                 | 10                 | 6                  | 0                  | 4                  | -           | -           | -           | -           | -           | 28     | 21     | 2      | 5      | 75,00      | 1º          |
| 1966                    | Peñarol                 | PD                      | 18         | 10         | 6          | 2          | -               | -               | -               | -               | -               | CL                 | 17                 | 13                 | 0                  | 4                  | CI          | 2           | 2           | 0           | 0           | 37     | 25     | 6      | 6      | 67,57      | 2º          |
| 1967                    | Peñarol                 | PD                      | 18         | 15         | 3          | 0          | -               | -               | -               | -               | -               | CL                 | 4                  | 1                  | 1                  | 2                  | -           | -           | -           | -           | -           | 22     | 16     | 4      | 2      | 72,73      | 1º          |
| 1968-1969               | Elche                   | PD                      | 30         | 7          | 15         | 8          | CG              | 8               | 4               | 1               | 3               | -                  | -                  | -                  | -                  | -                  | -           | -           | -           | -           | -           | 38     | 11     | 16     | 11     | 28,95      | 9º          |
| set. 1969-gen. 1970     | Elche                   | PD                      | ?          | ?          | ?          | ?          | -               | -               | -               | -               | -               | -                  | -                  | -                  | -                  | -                  | -           | -           | -           | -           | -           | 0      | 0      | 0      | 0      | —          | Esonerato   |
| 1970                    | Peñarol                 | PD                      | 25         | 14         | 10         | 1          | -               | -               | -               | -               | -               | CL                 | 15                 | 7                  | 5                  | 3                  | -           | -           | -           | -           | -           | 40     | 21     | 15     | 4      | 52,50      | 3º          |
| 1971                    | Peñarol                 | PD                      | 27         | 16         | 7          | 4          | -               | -               | -               | -               | -               | CL                 | 6                  | 3                  | 1                  | 2                  | -           | -           | -           | -           | -           | 33     | 19     | 8      | 6      | 57,58      | 2º          |
| 1974                    | Defensor Lima           | CD                      | 47         | 23         | 14         | 10         | -               | -               | -               | -               | -               | CL                 | 10                 | 4                  | 1                  | 5                  | -           | -           | -           | -           | -           | 57     | 27     | 15     | 15     | 47,37      | 3º          |
| 1975                    | El Nacional             | A                       | 40         | 17         | 12         | 11         | -               | -               | -               | -               | -               | CL                 | 6                  | 1                  | 2                  | 3                  | -           | -           | -           | -           | -           | 46     | 18     | 14     | 14     | 39,13      | 6º          |
| 1976                    | Peñarol                 | PD                      | 22         | 13         | 5          | 4          | -               | -               | -               | -               | -               | CL                 | 10                 | 4                  | 2                  | 4                  | -           | -           | -           | -           | -           | 32     | 17     | 7      | 8      | 53,13      | 2º          |
| 1977                    | Sporting Cristal        | CD                      | 40         | 19         | 11         | 10         | -               | -               | -               | -               | -               | -                  | -                  | -                  | -                  | -                  | -           | -           | -           | -           | -           | 40     | 19     | 11     | 10     | 47,50      | 2º          |
| 1978                    | Sporting Cristal        | CD                      | 30         | 18         | 6          | 6          | -               | -               | -               | -               | -               | CL                 | 6                  | 3                  | 1                  | 2                  | -           | -           | -           | -           | -           | 36     | 21     | 7      | 8      | 58,33      | 3º          |
| Totale Sporting Cristal | Totale Sporting Cristal | Totale Sporting Cristal | 70         | 37         | 17         | 16         |                 | -               | -               | -               | -               |                    | 6                  | 3                  | 1                  | 2                  |             | -           | -           | -           | -           | 76     | 40     | 18     | 18     | 52,63      |             |
| 1985                    | Peñarol                 | PD                      | 24         | 12         | 8          | 4          | -               | -               | -               | -               | -               | CL                 | 10                 | 6                  | 2                  | 2                  | -           | -           | -           | -           | -           | 34     | 18     | 10     | 6      | 52,94      | 1º          |
| 1986                    | Peñarol                 | PD                      | 24         | 13         | 8          | 3          | -               | -               | -               | -               | -               | CL                 | 6                  | 0                  | 1                  | 5                  | -           | -           | -           | -           | -           | 30     | 13     | 9      | 8      | 43,33      | 2º          |
| 1987                    | Barcelona SC            | A                       | 50         | 28         | 11         | 11         | -               | -               | -               | -               | -               | CL                 | 10                 | 4                  | 0                  | 6                  | -           | -           | -           | -           | -           | 60     | 32     | 11     | 17     | 53,33      | 1º          |
| 1988                    | Peñarol                 | PD                      | 24         | 13         | 5          | 6          | -               | -               | -               | -               | -               | CL                 | 2                  | 0                  | 1                  | 1                  | -           | -           | -           | -           | -           | 26     | 13     | 6      | 7      | 50,00      | 2º          |
| 1992                    | Peñarol                 | PD                      | 24         | 10         | 6          | 8          | -               | -               | -               | -               | -               | CC                 | 4                  | 0                  | 3                  | 1                  | -           | -           | -           | -           | -           | 28     | 10     | 9      | 9      | 35,71      | 4º          |
| Totale Peñarol          | Totale Peñarol          | Totale Peñarol          | 278        | 175        | 67         | 36         |                 | -               | -               | -               | -               |                    | 88                 | 42                 | 16                 | 30                 |             | 2           | 2           | 0           | 0           | 368    | 219    | 83     | 66     | 59,51      |             |
| Totale carriera         | Totale carriera         | Totale carriera         | 515+       | 287+       | 69+        | 159+       |                 | 8               | 4               | 1               | 3               |                    | 120                | 54                 | 20                 | 46                 |             | 2           | 2           | 0           | 0           | 645    | 347    | 90     | 208    | 53,80      |             |

## Palmarès

### Giocatore

#### Club

##### Competizioni nazionali
- Campionato uruguaiano: 5

Penarol: 1944, 1945, 1949, 1951, 1953, 1954

##### Competizioni internazionali
- Copa de Confraternidad Escobar - Gerona: 1

Penarol: 1942

#### Nazionale
- Campionato mondiale: 1

Brasile 1950

### Allenatore

#### Competizioni nazionali
- Campionato uruguaiano: 4

Penarol: 1964, 1965, 1967, 1985
- Campionato ecuadoriano: 1

Barcelona SC: 1987

#### Competizioni internazionali
- Coppa Libertadores: 1

Penarol: 1966
- Coppa Intercontinentale: 1

Peñarol: 1966

### Videografia
- Federico Ferri, Federico Buffa, Storie Mondiali: Il grande Uruguay (1930), Sky Sport, 2014.
- Federico Ferri, Federico Buffa, Storie Mondiali: Il Maracanazo (1950), Sky Sport, 2014.